# O Menino Grapiúna
O Menino Grapiúna é um livro de memórias, uma auto biografia, de autoria do escritor brasileiro Jorge Amado, membro da Academia Brasileira de Letras, e publicado em 1981. Recebeu prêmios pelo livro que foi um dos principais de toda a sua carreira.